# Saint-Régis-du-Coin
Saint-Régis-du-Coin è un comune francese di 384 abitanti situato nel dipartimento della Loira della regione dell'Alvernia-Rodano-Alpi.

## Società

### Evoluzione demografica
Abitanti censiti